# Сомовы
Со́мовы (Со́мины) — древний русский дворянский род татарского происхождения.
При подаче документов (22 мая 1686) для внесения рода в Бархатную книгу, была предоставлена родословная роспись Сомовых.
Род Сомовых, разделившейся на несколько ветвей, внесены в родословные книги Воронежской, Екатеринославской, Казанской, Калужской, Курской, Московской, Новгородской, Орловской, Саратовской, Смоленской, Тамбовской, Тверской, Тульской и Харьковской губерний.

## Происхождение и история рода
Потомство выехавшего к великому князю московскому Дмитрию Ивановичу Донскому из Золотой Орды знатного татарина Ослана-Мурзы (Аслан-Мурза-Челебей) принявшего крещение (1389) с именем Прокопия и женившегося на Марии Зотовой-Житовой, отец которой был стольником при дворе великого князя. У них было пять сыновей, из которых Фёдор по прозвищу Сом, был родоначальником Сомовых.
Сомов Иванец Иванович — записан в Тысячной книге лучших дворян и детей боярских (1550).
Опричником Ивана Грозного числился Михаил Сомов (1573).

## Известные представители
- Трое Сомовых — убиты поляками в Смутное время.
- Сомов Никита Иванович — воевода в Лебедяни (1615—1616), в Черни (1619—1620).
- Сомов Фёдор Иванович — стольник, воевода в Переславле-Залесском (1616), в Дорогобуже (1616—1617), Верхотурье (1619), в Ельце (1651), в Уфе (1660 и 1662).
- Сомов Иван Иванович — воевода в Козельске (1616—1617), в Лихвине (1619).
- Сомов Матвей — дьяк (1627—1636), воевода на Двине (1621—1624), в Вязьме (1626—1628) (ум. 1639).
- Сомовы: Степан Петрович, Павел и Дмитрий Степановичи — козельские городовые дворяне (1627—1629).
- Сомов Гавриил Фёдорович — стольник патриарха Филарета (1627—1629).
- Сомовы: Иван Фёдорович, Фёдор и Иван Ивановичи, Богдан Петрович — московские дворяне (1629—1640).
- Сомов Иван Фёдорович — воевода в Лузу (1627—1628).
- Сомов Фёдор — воевода в Ельце, Свияжске и Уфе (1650—1664).
- Сомов Григорий — воевода в Лихвине (1664—1665).
- Сомов Парфений Павлович — стряпчий (1658), стольник (1668—1676), думный дворянин (1685), воевода на Ваге (1668), в Воронеже (1676).
- Сомовы: Евсей Леонтьевич и Дмитрий Парфеньевич — стольники царицы Натальи Кирилловны (1676), стольники (1681—1692).
- Сомов Матвей Петрович — стольник (1676), воевода в Вязьме (1679).
- Сомов Кирилл Парфеньевич — стольник царицы Натальи Кирилловны (1676), стольник (1681—1692), воевода в Алатыре (1693).
- Сомовы: Иван Евсеевич и Алексей Львович — стольники царицы Прасковьи Фёдоровны (1686—1692).
- Сомов Андрей Иванович — стольник царицы Натальи Кирилловны (1692).
- Сомов Пётр Иванович — стольник царицы Евдокии Фёдоровны (1692).
- Сомовы: Фома Васильевич, Никита и Михаил Афанасьевичи, Иван Никитич, Иван Денисович, Иван Гаврилович, Михаил и Гавриил Дмитриевичи — московские дворяне (1658—1692).
- Сомовы: Лаврентий Денисович, Андрей Афанасьевич, Андрей Денисович — стряпчие (1682—1692).
- Сомовы: Иван Леонтьевич, Фёдор, Егуп, Денис и Денис Петровичи, Иван, Иван, Василий и Афанасий Ивановичи, Лавр, Василий и Александр Денисовичи — стольники (1688—1692)[7][8].
- Афанасий Николаевич Сомов (1823—1899) был сенатором. К этому же роду принадлежат: Орест Михайлович, Иосиф Иванович, Михаил Павлович, Михаил Михайлович и Андрей Иванович Сомовы.

## Описание гербов

#### Герб. Часть IV. № 110.
Щит разделён перпендикулярно на две части, из них в левой в голубом поле изображён серебряный Полумесяц и по сторонам его по две серебряных Звезды (изм. польский герб Држевица). В правой части, в красном поле, крестообразно положены две серебряных Сабли (изм. польский герб Пелец) и Стрела, остриями обращённые к Подкове, внизу означенной (изм. польский герб Рудница).
На щите дворянский коронованный шлем. Намёт на щите красный, подложенный серебром.

#### Герб Сомовых 1785 г..
В Гербовнике Анисима Титовича Князева 1785 года имеется изображение печати с гербом Сомовых: на княжеской мантии, расположен горизонтально рассечённый надвое щит, в верхней части которого, в серебряном поле розовый ангел с мечом в правой руке, острием вверх, а в нижней части, в голубом поле, бегущий в правую сторону золотой олень (изм. польский герб Брохвич). Щит увенчан шапкой, княжеского достоинства.